# Juana Coscujuela
Juana Coscujuela Pardina (Fumel, 1910- Barcelona, 2000), en aragonés y en las portadas de sus libros Chuana Coscujuela, autora española en aragonés muy conocida por su novela autobiográfica A lueca (La clueca).

## Biografía
Juana Coscujuela nació el 15 de mayo de 1910 en Fumel, en el departamento de Lot y Garona en Francia, adonde habían ido a trabajar sus padres. Al poco tiempo de nacer Juana, la familia regresa a su lugar de origen, Adahuesca, en el Somontano de Barbastro, donde pasará su niñez. En 1922 se muda a Barcelona, donde vivían algunos de sus hermanos. En Barcelona se casa con Joan Mirambell Ferrán (Chuan en la obra de Coscujuela) y tuvo dos hijas, una de las cuales, la más pequeña, murió en la década de 1980. Continuó viviendo en Barcelona, incluso después de la muerte de su marido en 1991.
A finales de los años 70 escribe las memorias noveladas de su niñez en Adahuesca y los alrededores (Radiquero, Huerto, ermita del Trebiño, Huesca…). El libro es editado en 1982 en Huesca por el Consejo del Habla Aragonesa con el título A lueca, a istoria d'una mozeta d'o Semontano (La clueca, la historia de una chiquilla del Somontano). Era el primer libro que se editaba en aragonés del Somontano. La aceptación fue enorme, más por la espontaneidad y naturalidad con las que presenta los más duros episodios de su vida y por la sencillez con que recoge la vida tradicional en un lugar del Somontano. Su estilo está lleno de expresiones y frases hechas de carácter coloquial, que le dan al texto gran viveza. Después de que se agotara la primera edición de 2000 ejemplares, se realizó una segunda, también de 2000 en 1988. Una tercera edición de A lueca también de 2000 ejemplares se realizó en 1998.
Juana Coscujuela era consejera de honor del Consejo del Habla Aragonesa. Fue una de las mejores y más populares escritoras en aragonés del último tercio del siglo XX. Ganó el Premio Arnal Cavero del Gobierno de Aragón en el año 1992.

## Obra
- A lueca, a istoria d'una mozeta d'o Semontano. Huesca, Publicazions d'o C.F.A., 1.ª ed., 1982; 2.ª ed., 1988; 3.ª ed. 1998.
- "Adahuesca", en A l'aire (Garbas), VVAA, Zaragoza, D.G.A., 1985.
- "Chunio de 1937". Fuellas, n.º 86, 1991.
- "Bellas esprisions, mazadas y palabras d'Adagüesca". Fuellas, n.º 87, 1992.
- Continazión (1922-1983). Huesca, Publicazions d'o Consello d'a Fabla Aragonesa, 1992.
- "A casa mía está en o Semontano". Fuellas, n.º. 100, 1994.

- Datos: Q9016202